# Алеш Ясеничник
Алеш Ясеничник (словен. Aleš Jeseničnik; нар. 28 червня 1984, Веленє) — словенський футболіст, захисник клубу «Рудар» (Веленє).
Виступав, зокрема, за клуби «Рудар» (Веленє) та «Домжале».

## Ігрова кар'єра
У дорослому футболі дебютував 2002 року виступами за команду клубу «Рудар» (Веленє), в якій провів один сезон, взявши участь лише у 4 матчах чемпіонату.
Своєю грою за цю команду привернув увагу представників тренерського штабу клубу «Домжале», до складу якого приєднався 2003 року. Відіграв за команду з Домжале наступні три сезони своєї ігрової кар'єри.
До складу клубу «Рудар» (Веленє) повернувся у 2006 році. Відтоді встиг відіграти за команду з Веленє 149 матчів в національному чемпіонаті.